# Prášilská papírna

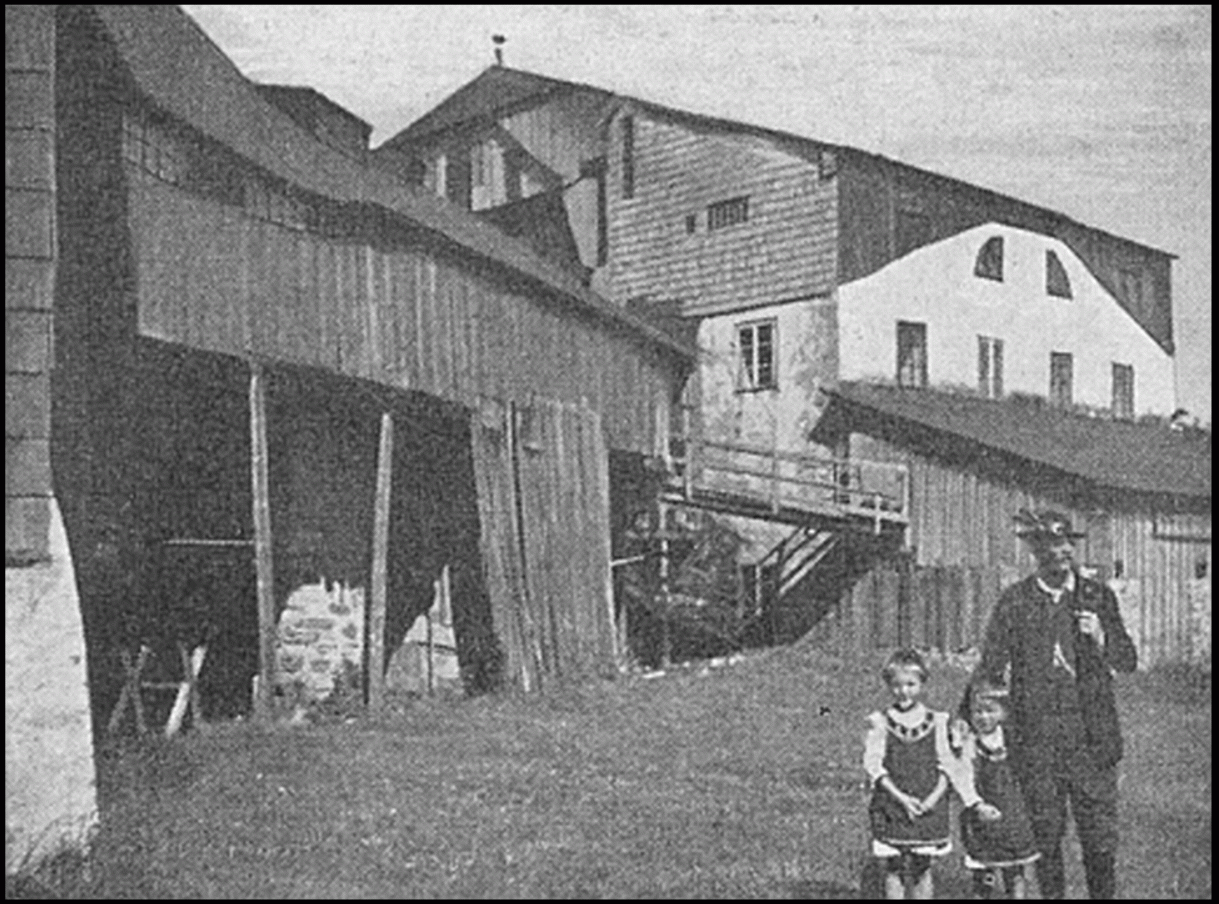
Papírna kolem roku 1883

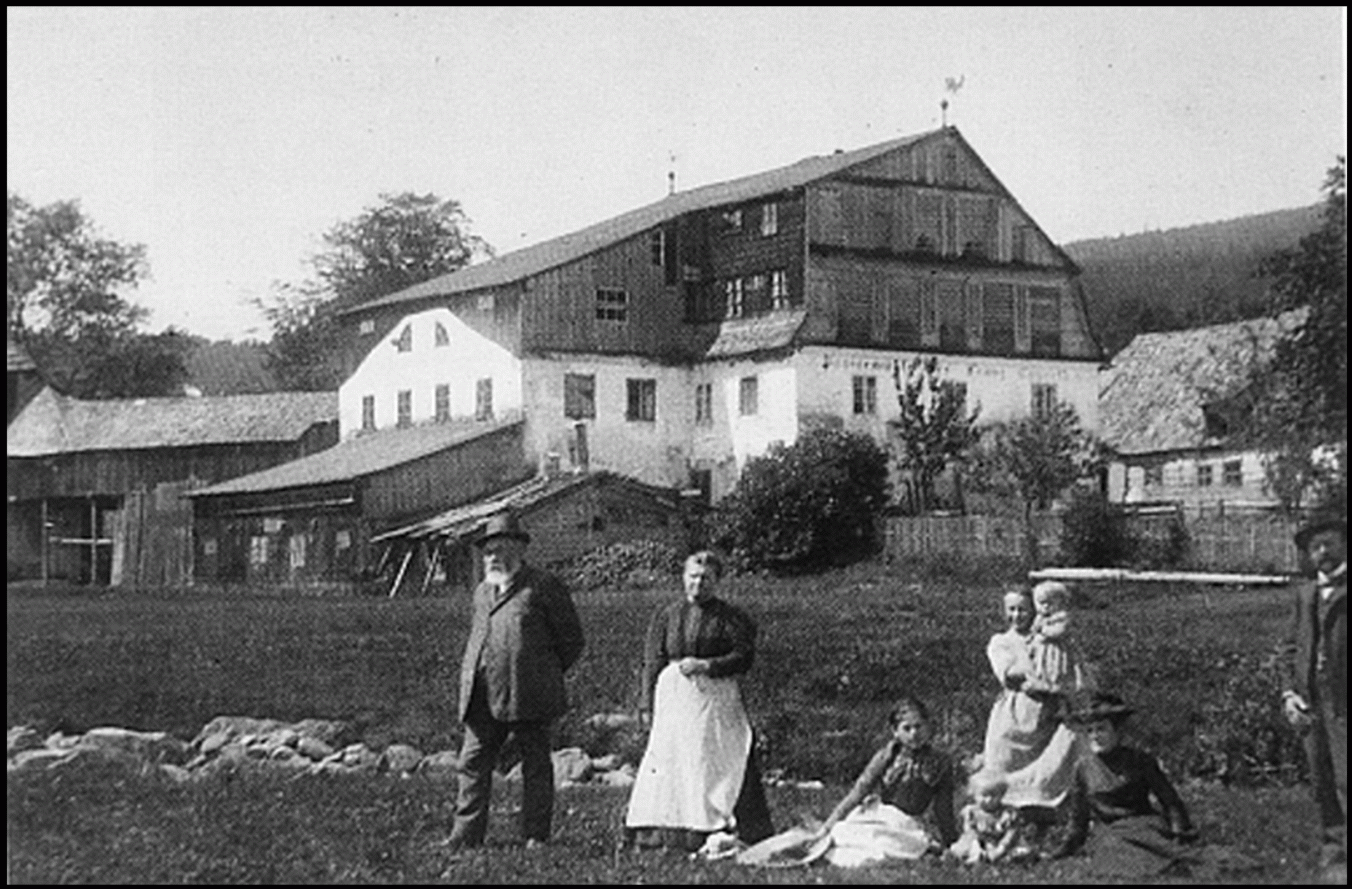
Papírna před rokem 1912, v popředí její majitel Franz Eggerth (9. března 1842 – 1911)

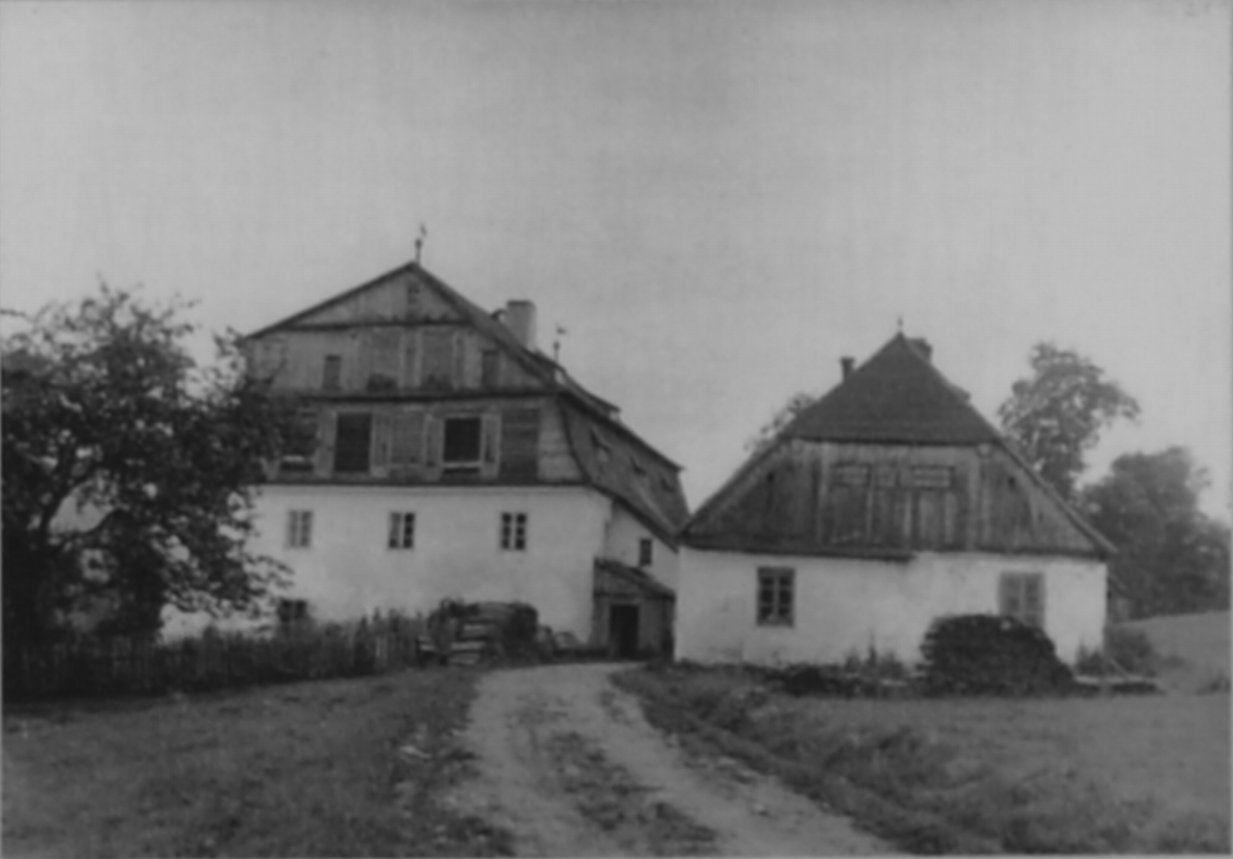
Papírna v roce 1929

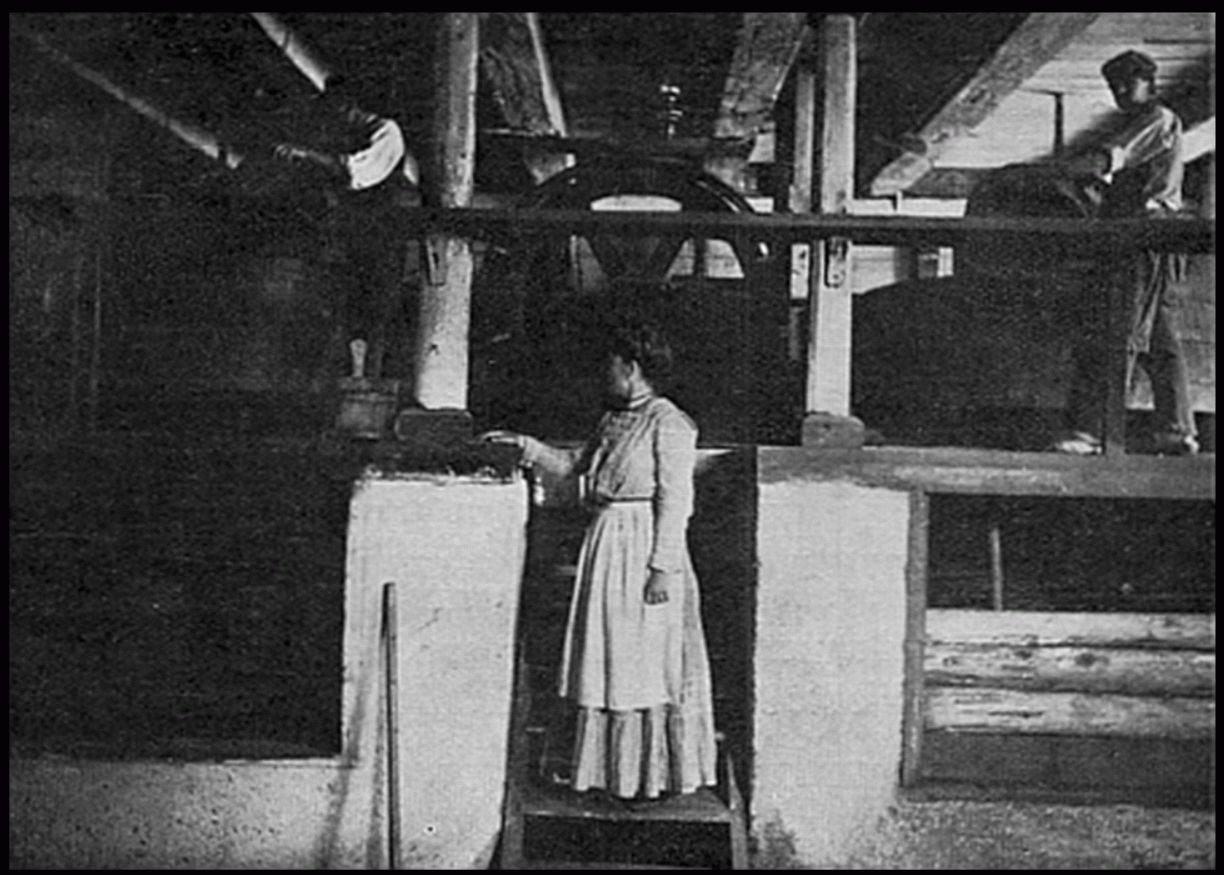
Vnitřek papírny, pracoviště „holendr“, v popředí stojí majitelka Marie Böhmová (1878–1965), před rokem 1933

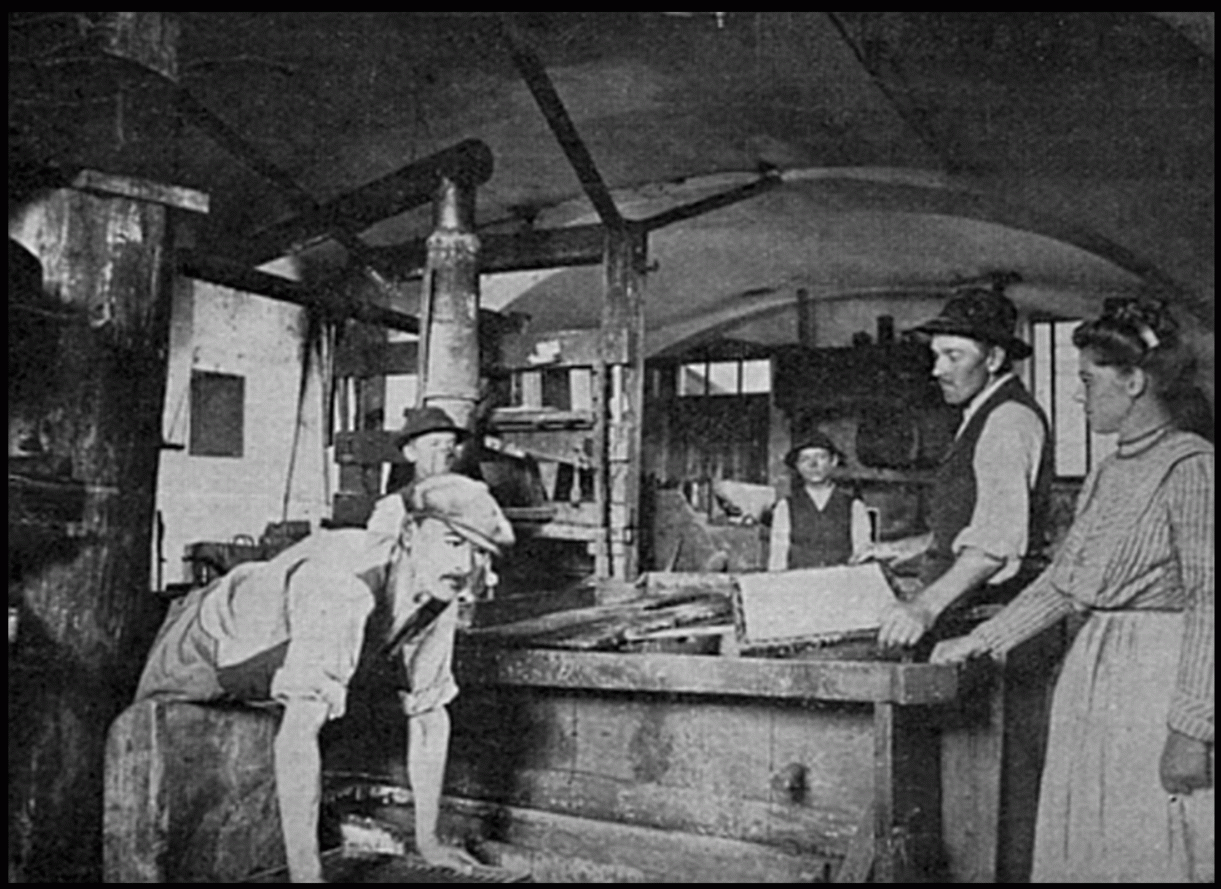
Vnitřek papírny, pracoviště „naběrací kádě“, v popředí zcela vpravo stojí majitelka Marie Böhmová (1878–1965), před rokem 1933

Prášilská papírna (nebo též Eggerthova papírna v Prášilech) byla jednou z posledních výroben ručního papíru na Šumavě. Založil ji v bývalé brusírně skla v roce 1820 syn mlynáře Jan Kašpar Eggerth (1776–1828). Po jeho smrti v roce 1828 přebral vedení provozu (a od roku 1930 se stal vlastníkem papírny) jeho prvorozený syn Jan Eggerth (Johann Eggerth; * 1813), který manufakturu řídil až do roku 1871. Papírna zůstala v rukou rodu Eggerthů až do 25. května 1933, kdy vyhořela a zanikla.

## Historický úvod
Využívání vodní energie bylo na Šumavě v 19. století v povodí řeky Otavy a jejích přítoků doménou skláren, mlýnů, pil, ocelářských a kovářských dílen (hamrů), brusíren skla a zrcadel ale i papíren. V roce 1778 zakoupil prášilské panství hrabě Kinský a zrcadlové sklárny (brusírny zrcadel), jenž zde již vlastnil (a provozoval), pronajal Christianu Ferdinandu Abelemu. Během Abelovy správy se prášilské podniky rozrůstaly a rozšiřovaly, ale jejich úpadek nastal na počátku 19. století v souvislosti s převozem dřeva do vnitrozemí (plavebními kanály) a s ekonomickou kalkulací vedoucí k závěru, že používání dřeva jako paliva v hutích není hospodárné. Opuštěné sklářské domy byly využívány jako ubytovny lesních dělníků. V roce 1798 koupili téměř celé (s výjimkou sklářských provozů) prášilské panství Schwarzenbergové. Později, v souvislosti s úpadkem sklářství, se i tyto objekty dostaly postupně do vlastnictví prášilského panství.

## Prášilské papírny
V Prášilech řadu let v 19. století fungovaly hned dvě papírny a to namísto brusíren zrcadel (založených tu koncem 18. století tehdejším majitelem zdejšího panství hrabětem Kinským). V roce 1819 ve veřejné dražbě koupil obě chátrající budovy brusíren Jan Kašpar Eggerth s tím, že získal následně v obou objektech povolení k výrobě papíru. Od roku 1827 tak byla výroba papíru v Prášilech v rukou příslušníků rodiny Eggerthů.

## Eggerthovy papírny
Horní papírnu předal Jan Kašpar Eggerth v roce 1827 svému zeti Vavřinci Zelzerovi; druhou papírnu pak vedl od roku 1830 až do roku 1871 prvorozený syn Kašpara Eggertha Johann Eggerth (Jan Eggerth). Ve 40. letech 19. století patřil podnik k nejlépe vybaveným v celém šumavském regionu.
Papírna byla poháněna dvojicí vodních kol a papír se sušil v sousedních třech budovách. Pracovalo zde 24 dělníků a dělnic; vyrábělo se tu kolem 800 balíků různých druhů papíru za rok. Papírna zaměstnávala různé „profese“ (pozice) v následujících počtech:
- šest tovaryšů,
- dva učedníky,
- dva malé pomocníky,
- tři malé chlapce,
- tesaře,
- podomka,
- čtyři starší ženské dělnice,
- pět mladších ženských dělnic a
- občas se najímali ještě nádeníci.[3]

V papírenské dílně se pracovalo od tří hodin od rána, ostatní zaměstnanci začínali ve čtyři hodiny ráno a nádeníci nastupovali až od pěti hodin od rána. Práce končila v sedm hodin večer a během ní byla třicetiminutová přestávka na snídani a hodinová pauza na oběd.

## Produkce a úspěchy
Eggerthova papírna svým rozsahem produkce spadala do středně velkých českých podniků. Její denní produkce činila 400 až 600 archů kvalitního papíru. Obchodní aktivity Jana Eggertha zasahovaly svým odbytem až za hranice českých zemí.
Na světové výstavě v Londýně v roce 1851 a v Paříži v roce 1855 získaly jeho papírenské produkty diplom a medaili.
Za vedení manufaktury Janem Eggerthem došlo v provozu ke zlepšení výrobních postupů, ke zvýšení čistoty a k rozšíření výroby ručního papíru. V té době produkovala papírna také papír sáčkový, konceptní, jemný, kancelářský, poštovní a vyráběla se i lepenka.
Eggerthova prášilská papírna zásobovala kvalitním papírem například za první republiky i prezidentskou kancelář T. G. Masaryka.

## Konec papírny
Druhou papírnu zakoupil Jan Eggerth po smrti svého švagra Vavřince Zelzera, ale tento provoz časem zanikl. Tak zůstala v Prášilech jen jedna papírna, kterou ale její majitelé – rodina Eggerthova – postupně modernizovali a rozšiřovali.
František Eggerth (1842–1911) se stal majitelem papírny po smrti Jana Eggertha. Po smrti Františka Eggertha (1842–1911) v roce 1911 převzala papírnu jeho ovdovělá manželka Marie Eggerthová (rozená Harantová; 1849–1930) společně s jejich dcerou Marií (později provdanou Böhmovou). Továrnice Marie Böhmová (1878–1965) se věnovala řízení podniku až do roku 1933, kdy v noci z 25. května 1933 na 26. května 1933 celá Eggerthova papírna vyhořela do základů při mohutném požáru a již nebyla nikdy obnovena.

## Umělci a prášilský papír

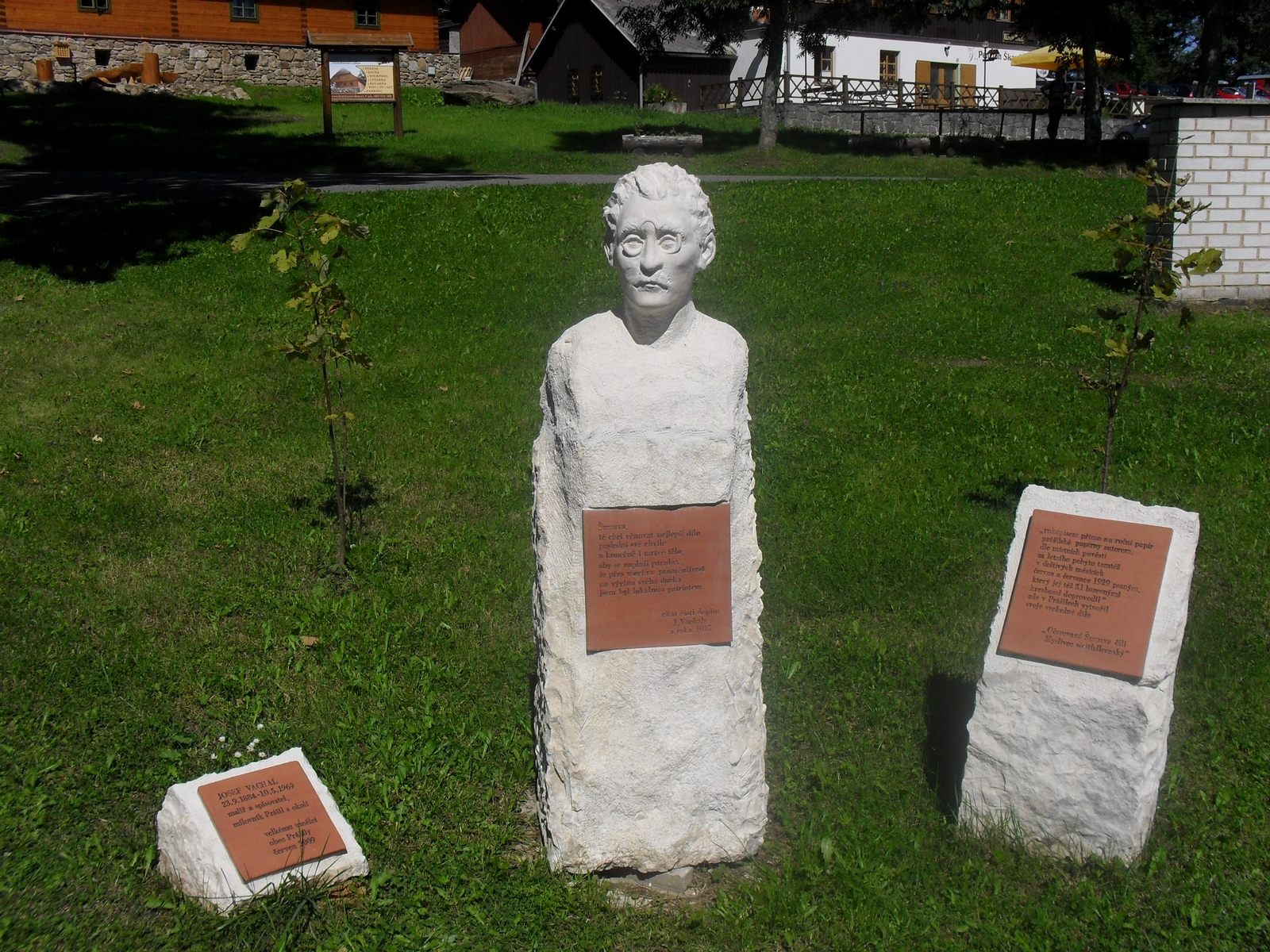
Památník Josefa Váchala v Prášilech

Na počátku 20. století vyráběla prášilská manufaktura papír pro malíře a grafiky. Český malíř, grafik, ilustrátor, sochař, řezbář (dřevorytec) a také spisovatel, knihař, básník a mystik Josef Váchal navštěvoval pravidelně Prášily od roku 1922 a patřil mezi milovníky obce a jejího okolí. (V Prášilech má svůj památník.) A byl to právě Josef Váchal, kdo po požáru Eggerthovy papírny vytvořil na posledních arších z prášilské papírny, které ještě měl ve svých zásobách, cyklus sedmi dřevorytů.
Papírny není více a prášilský papír jest již minulostí; svou slávu hlásá dál jen ve vydaných knihách.
 Josef Váchal, Po požáru prášilské papírny, 
Česká výtvarnice a grafička Anna Macková (žačka a druhá životní družka Josefa Váchala) navštěvovala Prášily od roku 1926 a i ona používala při své tvorbě papír z prášilské továrny. Byla to právě Anna Macková, kdo zvěčnil téměř dokumentaristicky přesně prášilskou papírnu v cyklu svých barevných dřevorytů (Jedná se o cyklus „Prášilská papírna" z roku 1931).

## Rozmanitost produkce papírny
Prášilská Eggerthova papírna se až do svého zániku vyznačovala tím, že papír byl vyráběn ručně. Na počátku 20. století produkovala papírna (kromě již výše zmíněných papírů pro malíře a grafiky) i další sortiment balicích, psacích a filtračních papírů. Specialitou byl papír červené barvy určený pro nábojnice a také papír pro potřeby sirkárny (továrny na výrobu zápalek) Fürth v Sušici (Později SOLO Sušice). Posledních několik let před požárem produkovala papírna slabé i silnější psací papíry, podkladový papír, lepenky, balicí papír jakož i filtrační papíry.

## Po roce 2000
- Obnovu prášilské papírny (nikoliv ovšem na původním místě) připravuje architekt Ivan Adam s Evou Blažíčkovou.[10]
- Dne 25. května 2008 (75 let po požáru papírny) byla zahájena výstava obrazů Anny Mackové a dobových materiálů týkajících se prášilské papírny.[10]
- Pravidelná letní setkání přátel a příznivců prášilské papírny probíhají v Prášilech od roku 2008.[6]

## Rodokmen Eggerthů
Majitelé papírny v prášilech jsou vyznačeni tučným písmem.
1. Jan Kaspar (Kašpar) Eggerth (1776–1828) ∞ sňatek: 1797 ∞ Barbara Traurigová (1778–1810), první manželka
2. Jan Kaspar (Kašpar) Eggerth (1776–1828) ∞ sňatek: 4. února 1812 ∞ Anna Marie Winterová, druhá manželka (5 potomků)
  1. Anna Maria Eggerth (* 1823)
  2. Margaritha Eggerth (* 1818)
  3. Konrad Eggerth (* 1816)
  4. Franz Eggerth (1814–1882, USA)[pozn. 10]
  5. Johann Eggerth (Jan Eggerth) (1813–????) ∞ Anna Ascherlová (provdaná Eggerthová)
    1. Franz Eggerth (František Eggerth) (9. března 1842 – 1911)[9][pozn. 11] ∞ sňatek: 30. května 1877 ∞ Marie Harantová (provdaná Eggerthová; 24. října 1849 – 2. ledna 1930[9])[pozn. 12] (otec: Wenzel Harant ∞ matka: Theresie Gruberová)
      1. Marie Eggerthová (Maria Eggerth) (provdaná Böhmová)[pozn. 13][pozn. 14] (1878–1965) ∞ sňatek: 24. září 1922 ∞ Gustav Friedrich Böhm[pozn. 15] (????–1963) (otec: Franz Böhm ∞ matka: Marie Kollarzová)